# چاپ سه‌بعدی بستر پودری و سر جوهرافشان

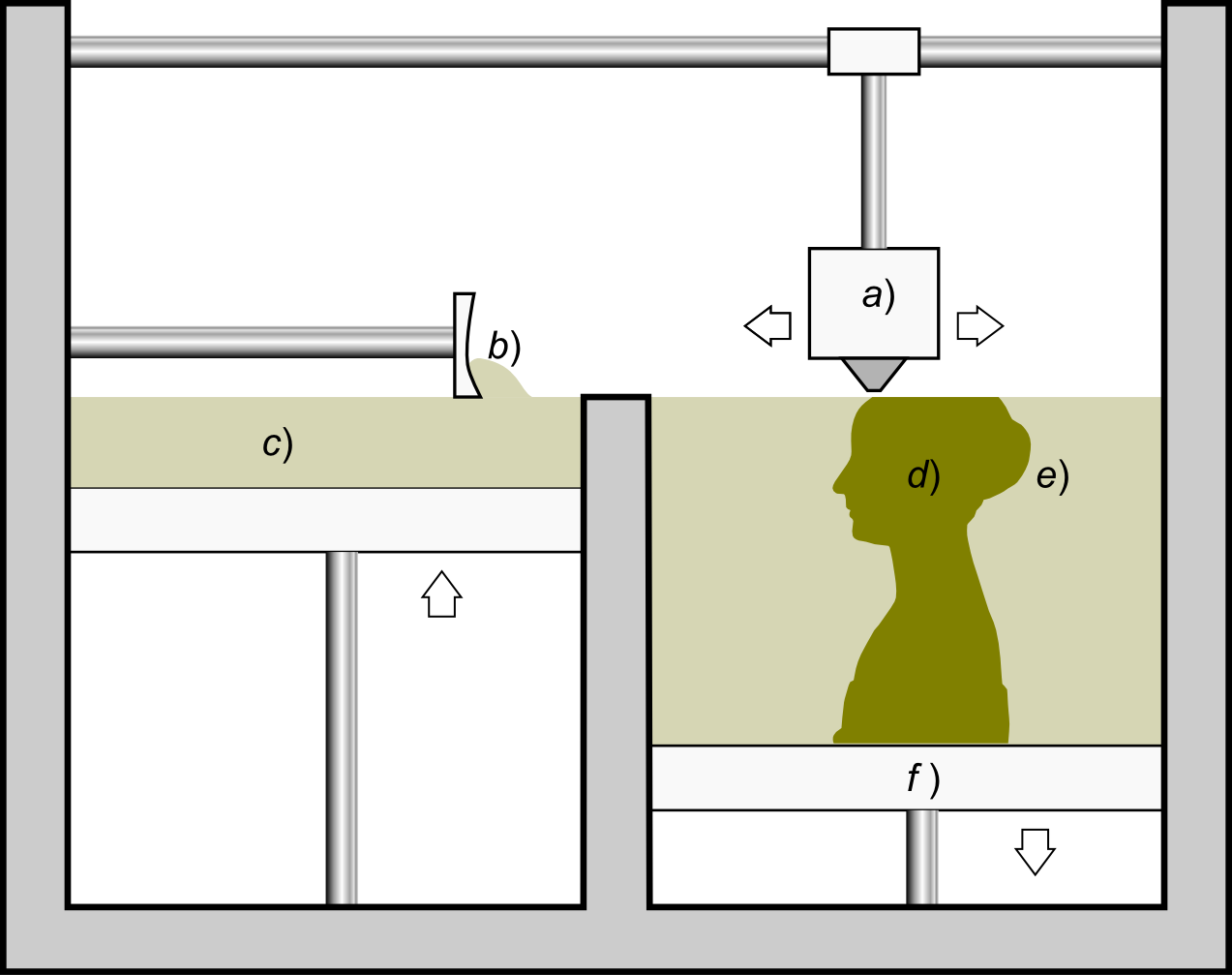
نمایش شماتیک فرایند: سر در حال حرکت a) انتخابی می‌چسبد (با حذف چسب یا با پخت لیزر) سطح یک بستر پودری e)؛ یک سکوی متحرک f) به تدریج بستر و جسم منجمد شده را پایین میاورد d) در داخل پودر بسته نشده قرار می‌گیرد. پودر جدید از مخزن پودر به‌طور مداوم به بستر اضافه می‌شود c) با استفاده از یک مکانیسم پله پله b)

چاپ سه‌بعدی بستر پودری و سر جوهرافشان که به انواع چاپ «بستر پودر و تزریق کردن» و «قطره روی پودر» شناخته می‌شود، یک نمونه سریع تولید نمونه اولیه و افزودنی برای ساخت اشیایی است که توسط داده‌های دیجیتالی مانند فایل CAD توصیف می‌شود. Binder Jet یکی از هفت دسته فرآیندهای تولید مواد افزودنی طبق ASTM و ISO است.

## تاریخچه
این فناوری اولین بار در انستیتوی فناوری ماساچوست توسعه یافته و در سال ۱۹۹۳ به ثبت رسیده‌است. در سال ۱۹۹۶، به شرکت ExOne حق ثبت اختراع در زمینه استفاده از این فناوری اعطا شد، در حالی که Z Corporation، که بعداً توسط 3D Systems خریداری شد، یک حق ثبت اختراع غیر انحصاری برای استفاده از این فناوری برای اهداف ریخته‌گری فلز به دست آورد. اصطلاح «چاپ سه بعدی» توسط گروه تحقیقاتی در MIT همراه با مخفف 3DP به شکل علامت تجاری قرار گرفت. در نتیجه، اصطلاح «چاپ سه بعدی» قبل از اینکه مقبولیت بیشتری پیدا کند به عنوان اصطلاحی که به تمام فرایندهای تولید مواد افزودنی اشاره دارد، در اصل به‌طور منحصر به فرد به فرایند Binder Jet اشاره داشت.

## شرح
همانند بسیاری از فرایندهای تولید افزودنی، قطعه ای که باید چاپ شود از بسیاری مقاطع ظریف مدل سه بعدی ساخته شده‌است. یک سر تزریق گر از بستر پودر حرکت می‌کند و به‌طور انتخابی ماده اتصال دهنده مایع را رسوب می‌دهد. یک لایه نازک از پودر در قسمت کامل شده گسترش می‌یابد و با چسبیدن به آخرین لایه، فرایند تکرار می‌شود.
وقتی مدل کامل شد، پودر بسته نشده بصورت خودکار یا دستی در فرایندی به نام «پودرزدایی» از بین می‌رود و ممکن است تا حدی دوباره استفاده شود.
قسمت پودر نشده می‌تواند به صورت اختیاری تحت نفوذهای مختلف یا سایر عملیات‌ها قرار گیرد تا خصوصیات مورد نظر در قسمت نهایی تولید شود.

## مواد

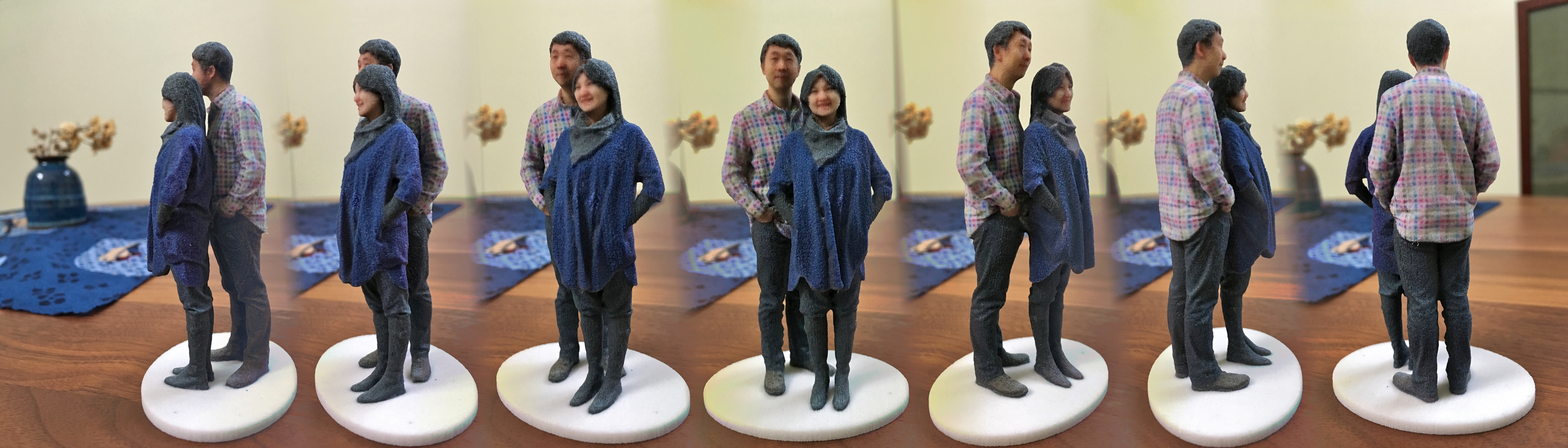
سلفی سه بعدی در مقیاس ۱:۲۰ که توسط Shapeways با استفاده از گچ چاپ شده و بوسیله پارک مینیاتوری Madurodam از تصاویر دو بعدی گرفته شده در غرفه عکس Fantasitron ایجاد شده‌است.

در اجرای اولیه، نشاسته و گچ گچ بستر پودر را پر می‌کند، "چسب" مایع بیشتر آب برای فعال کردن گچ است. این چسب همچنین شامل رنگ (برای چاپ رنگی) و مواد افزودنی برای تنظیم گرانروی، کشش سطح و نقطه جوش برای مطابقت با مشخصات سر چاپ است. قطعات گچ حاصل معمولاً فاقد " مقاومت سبز " هستند و قبل از دست زدن به‌طور منظم، به موم ذوب شده، چسب سیانو اکریلات ، اپوکسی و غیره نیاز دارند.
اگرچه لزوماً از فناوری مرسوم تزریق استفاده نمی‌شود، اما ممکن است ترکیبات مختلفی دیگر از پودر چسبنده برای تشکیل اشیا از طریق مواد شیمیایی یا مکانیکی استفاده شود. سپس قطعات حاصل ممکن است تحت فرایندهای مختلف پس از پردازش، مانند نفوذ یا پخت قرار گیرند. این ممکن است به عنوان مثال، برای از بین بردن چسب مکانیکی (به عنوان مثال، با سوزاندن) و یکپارچه سازی ماده اصلی (به عنوان مثال، با ذوب شدن)، یا برای ایجاد یک ماده کامپوزیت که خواص پودر و چسب را مخلوط می‌کند، باشد. بسته به مواد، چاپ تمام رنگی ممکن است یک گزینه باشد یا نباشد. از سال ۲۰۱۴، مخترعین و تولیدکنندگان سیستم‌هایی را برای تشکیل اشیا از ماسه و کربنات کلسیم (تشکیل سنگ مرمر مصنوعی)، پودر اکریلیک و سیانوآکریلات، پودر سرامیک و مواد مایع، شکر و آب (برای تهیه آب نبات) و غیره ایجاد کرده‌اند. یکی از اولین محصولات تجاری موجود که استفاده از گرافن را شامل می‌شود، کامپوزیت پودری است که در چاپ سه بعدی جوهر تزریق پودر استفاده می‌شود.

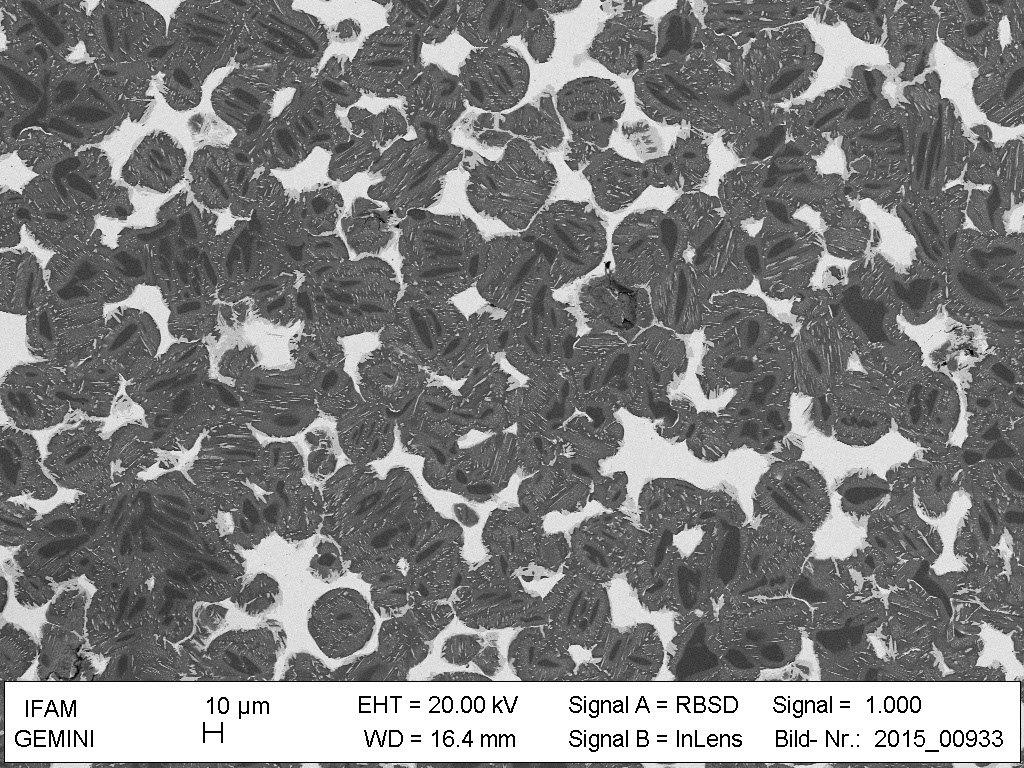
ترکیبی از Ti-6Al-4V و نقره، تولید شده توسط چاپ و نفوذ سه بعدی، تصویر SEM از بخش متالوگرافی

فناوری چاپ سه بعدی پتانسیل محدودی برای تغییر خصوصیات مواد در یک ساخت واحد دارد، اما به‌طور کلی با استفاده از یک ماده هسته مشترک محدود می‌شود. در سیستم‌های اصلی Z Corporation، مقاطع عرضی معمولاً با رئوس مطالب جامد (تشکیل پوسته ای جامد) و الگوی داخلی با چگالی کم برای سرعت بخشیدن به چاپ و اطمینان از پایداری ابعاد به عنوان قطعه، چاپ می‌شوند.

## مشخصات
علاوه بر رنگ حجمی با استفاده از چندین چاپگر و چسب رنگی، روند چاپ سه بعدی به‌طور کلی سریعتر از سایر فن آوری‌های تولید مواد افزودنی مانند جت مواد مدل‌سازی رسوب ذوب شده است که به ۱۰۰ درصد ساخت و مواد پشتیبانی نیاز دارد تا در وضوح مورد نظر آماده شود. در چاپ سه بعدی، بخش عمده ای از هر لایه چاپی، صرف نظر از پیچیدگی، با همان روند گسترش سریع رسوب می‌کند.
همانند سایر فناوری‌های بستر پودری، ساختارهای پشتیبانی معمولاً مورد نیاز نیستند زیرا پودر سست چسبنده است و از اشیا متصل یا معلق پشتیبانی می‌کند. حذف ساختارهای پشتیبانی چاپی می‌تواند زمان ساخت و استفاده از مواد را کاهش دهد و هم تجهیزات و هم پردازش پس از آن را ساده کند. با این حال، پودرزدایی خود می‌تواند کاری ظریف، نامرتب و وقت گیر باشد؛ بنابراین برخی از دستگاه‌های خودکار پودر زدایی و بازیافت پودر را تا حد زیادی امکان‌پذیر می‌کنند. از آنجا که کل حجم ساخت، مانند استریولیتوگرافی، با پودر پر شده‌است، منظور از تخلیه یک قسمت توخالی باید در طراحی باشد.
مانند سایر فرآیندهای بستر پودری، اتمام سطح و دقت، تراکم جسم و - بسته به مواد و فرایند - مقاومت قطعه ممکن است نسبت به فناوری‌هایی مانند استریولیتوگرافی (SLA) یا پخت لیزر انتخابی (SLS) کمتر باشد. اگرچه ویژگی‌های «پله پله ای» و بعد نامتقارن از ویژگی‌های چاپ سه بعدی به عنوان سایر مراحل تولید لایه ای است، اما مواد چاپ سه بعدی به‌طور کلی به گونه ای ادغام می‌شوند که اختلاف وضوح عمودی و درون صفحه را به حداقل برسانند. این فرایند همچنین به رستریزه شدن لایه‌ها در تفکیک‌پذیری هدف کمک می‌کند، یک روند سریع که می‌تواند جامدات متقاطع و سایر مصنوعات داده را در خود جای دهد.
قیمت چاپگرهای سه بعدی بستر پودری و تزریق معمولاً از ۵۰٬۰۰۰ تا ۲٬۰۰۰٬۰۰۰ دلار است با این وجود یک کیت DIY علاقه‌مند برای فروش یک چاپگر FDM مصرفی به چاپگر پودری / تزریق را ۸۰۰ دلار می‌فروشد.

## محدودیت‌ها
قطعات چاپ شده با استفاده از فرایند Binder Jet ذاتاً متخلخل بوده و دارای سطح ناتمامی هستند، زیرا برخلاف همجوشی بستر پودری، پودرها از نظر فیزیکی ذوب نشده و توسط ماده اتصال دهنده به هم متصل می‌شوند. در حالی که استفاده از یک ماده اتصال دهنده باعث می‌شود که مواد دمای ذوب بالا (به عنوان مثال سرامیک) و حساس به حرارت (به عنوان مثال پلیمر) پودر شوند و برای تولید مواد افزودنی مورد استفاده قرار گیرند، قطعات
Binder Jet نیاز به پردازش اضافی دارند که می‌تواند به زمان بیشتری نسبت به زمان نیاز برسد برای چاپ قطعه، مانند پخت، پخت و اتمام.

تصویر اشعه ایکس از ذرات نرم و فلز و آگلومرات که در طی فرایند پرتاب چسب تولید می‌شود. پودر مورد استفاده 9um Stainless Steel ۳۱۶ بود. به ذرات بزرگ و دایره ای آگلومرات توجه کنید - اینها منجر به نقص بستر پودر می‌شوند.

Binder Jet مستعد پدیده‌های نقص بستر پودر است که هنگام ریختن چسب بر روی سطح بستر پودر اتفاق می‌افتد. این مسئله به ویژه در پرتاب چسب شایع است، زیرا برخلاف فرایندهای تولید مواد افزودنی سنتی (که از گرمای زیاد برای ذوب شدن و پودرهای فیوز با هم استفاده می‌کنند)، «جت» چسباننده ای که روی بستر ریخته می‌شود می‌تواند باعث ایجاد ترکیبات بزرگ پودر نیمه باند شود از سطح خارج می‌شود، مناطق عیب زیر سطح را پشت سر می‌گذارد (برای پودر ۳۰ میکرومتر SS316، عمق منطقه تخلیه
۵۶±۱۲μm مشاهده شد). رشد مناطق نقص و عیب به دلیل اینکه لایه‌های بعدی پودر به صورت چاپ شده ته‌نشین می‌شوند، می‌تواند تأثیر عمده ای بر کیفیت قطعات چاپ شده با پرتاب چسب داشته باشد. سنگ‌دانه‌های دفع شده در مناطق دیگر بستر فرود می‌آیند و باعث می‌شوند سطح بستر یکدست شود، ابعاد قسمت نهایی تاب خورده و نادرست باشد و منافذ بزرگ زیر سطح ایجاد شود. نقص و تنش باقیمانده نیز ممکن است در کل وجود داشته باشد، که باعث کاهش قدرت قسمت ضعیف شده در حال حاضر می‌شود (به دلیل تخلخل ذاتی قسمت خیس شده چسب).
این عوامل استفاده از جت چسباننده برای کاربردهای با کارایی بالا، مانند هوا فضا را محدود می‌کند، زیرا قطعات جت شده با چسب به‌طور کلی ضعیف تر از آنهایی هستند که با فرایندهای همجوشی بستر پودر چاپ می‌شوند. با این حال، جت چسباننده برای نمونه سازی سریع و تولید قطعات فلزی ارزان قیمت مناسب است.

## مزیت‌ها
این فرایند یکی از معدود تکنیک‌های نمونه سازی سریع است که می‌تواند قطعات کاملاً رنگی را از طریق ادغام جوهرها در یسترها تولید کند.
علاوه بر این، هزینه‌های مواد برای این روش خاص، به دلیل در دسترس بودن تجاری گسترده، نسبتاً کم است.
از آنجا که قطعات در بستر مواد ایجاد می‌شوند، نیازی به استفاده از ساختارهای پشتیبانی مانند سایر اشکال نمونه سازی سریع نیست. این به جلوگیری از عملیات ثانویه و ماشینکاری کمک می‌کند.
یکی دیگر از مزایای بستر مواد، توانایی قرار دادن چندین قسمت در بستر ساخت است. این می‌تواند توان عملیاتی دستگاه 3DP را تا حد زیادی افزایش دهد.